# Бернский талер
Бернский талер — денежная единица, выпускавшаяся с XVI века до 1798 года швейцарским кантоном Берн.

## История
Берн, основанный в 1191 году, первоначально был владением герцогов Церингенских. В 1218 году Берн получил статус имперского города и право чеканки монеты. В 1353 году кантон Берн присоединился к Швейцарскому союзу. В 1493 году Берн начал чеканку серебряных гульденгрошенов, а в 1540 году — талеров.
В 1798 году кантон вошёл в состав Гельвестической республики. В том же году была введена единая денежная единица — франк Гельветической республики, чеканка монет кантона была прекращена.
Акт посредничества от 19 февраля 1803 года прекратил существование Гельветической республики. Кантоны получали существенную самостоятельность, в том числе вновь могли чеканить собственную монету. Кантон возобновил собственную чеканку в 1808 году, однако новой денежной единицей кантона был уже не талер, а бернский франк.

## Монеты
Монетная система и набор номиналов монет кантона со временем менялись, периодически чеканка монет приостанавливалась. В XVII—XVIII веках талер = 40 батценов = 160 крейцеров = 320 фиреров.
В XVII веке чеканились монеты:
- биллонные: 1 пфенниг, 1⁄2, 1 крейцер, 1⁄2, 1 батцен;
- серебряные: 10, 12, 20, 30 крейцеров, 3 батцена, 1⁄2, 1 диккен, 1⁄4, 1⁄2, 1 талер;
- золотые: в качестве торговых монет чеканились 1⁄2, 1, 2, 3, 4, 5, 8, 10, 12, 20 дукатов[1].

В XVIII веке чеканились монеты:
- биллонные: 1⁄2, 1, 2, 4 крейцера, 1⁄2 батцена;
- серебряные: 10, 20 крейцеров, 1⁄4, 1⁄2, 1 талер;
- золотые: 1⁄2, 1, 2 дуплона, 1⁄2, 1, 2, 3, 4, 5, 6, 7, 8, 10, 12 дукатов[2].